# Ramal ferroviário
Um ramal ferroviário é uma linha subsidiária de uma linha-tronco ou a outro ramal, e serve para ligar pontos importantes distantes da via principal, tendo geralmente poucas estações.
Os principais tipos de ramal são:
- Ramal de ligação: ramal que liga uma cidade à linha tronco. Exemplos:
  - Ramal de Ribeirão Bonito e Ramal de Água Vermelha, que ligavam a cidade de São Carlos à linha tronco da Companhia Paulista, no Brasil
  - Ramal de Piracicaba, que ligava a cidade de Piracicaba à linha tronco da Companhia Paulista, no Brasil
  - Ramal de Tomar, que liga esta cidade à Linha do Norte, em Portugal

- Ramal “bituca”: ramal que tem apenas uma estação. (Os ramais particulares, que ligam tipicamente grandes unidades industriais ou comerciais à linha principal, são deste tipo.) Exemplos:
  - Ramal Hipódromo, que ligava a Estação Hipódromo à linha tronco da São Paulo Railway, no Brasil
  - Ramal do Estádio Nacional, que o ligava à Linha de Cascais, em Portugal

- Ramal “atalho”: ramal que reduz o percurso entre um trecho da ferrovia. Exemplos:
  - Ramal Suzano-Ribeirão Pires, que liga Suzano a Rio Grande da Serra, construida pela MRS Logística, no Brasil
  - Variante de Alcácer do Sal, que evita esta cidade na Linha do Sul, em Portugal (a esta tipologia não se aplica a designação "ramal" na terminologia ferroviária portuguesa, mas sim "variante" ou "concordância", segundo a presença de duas ou três bifurcações)

- Ramal ponte: ramal que liga duas ferrovias. Exemplos:
  - Ramal Bauru, que ligava as cidades de Bauru (Companhia Paulista/Noroeste do Brasil) à cidade de Botucatu (Sorocabana), no Brasil
  - Ramal de Alfarelos, que liga as linhas do Norte e do Oeste, em Portugal
  - Concordância de Poceirão, que liga as linhas do Sul e do Alentejo, em Portugal (cp. o significado mais habitual de "concordância")

- Ramal extensão: ramal que começa onde outra linha termina, dando continuidade à via principal. Exemplos:
  - Ramal de Descalvado, que liga Descalvado (estação final do Ramal de Descalvado) a Aurora, no Brasil
  - Ramal Internacional de Valença, que liga esta cidade à Galiza, em prolongamento da Linha do Minho, em Portugal (topologicamente assim desde a demoção e posterior encerramento do Ramal de Monção, originalmente o troço final da Linha do Minho).